# المكتبة الختنية
المكتبة الختنيّة جزء من مكتبة المسجد الأقصى.

## الموقع
تقع المكتبة في الجهة الجنوبية من المسجد الأقصى، ويُوصل إليها من داخل المسجد عبر ما يُسمى "الأقصى القديم"، الذي يقع أسفل المصلى القبلي. بُنيت الزاوية في الأصل كحصن يغطي الباب المزدوج، الذي يتألف من بوابتين كبيرتين متلاصقتين عُرفتا ببابي النبي.

## التاريخ
أنشأ هذه المكتبة صلاح الدين الأيوبي، ووقفها على الشيخ جلال الدين محمد بن أحمد الشاشي، وكان ذلك في الثامن عشر من ربيع الأول سنة 587 هـ، كما هو مُثبت في كتاب وقفها -كما تشير المخطوطات-. وقد وقفها على الشاشي، ثم على الصالحين من بعده. يرجع زمن بنائها إلى زمن الرّوم؛ أمّا بناء الدّار الّتي بداخل الزّاوية فقد قال عنه مجير الدّين أنّه مسجد.

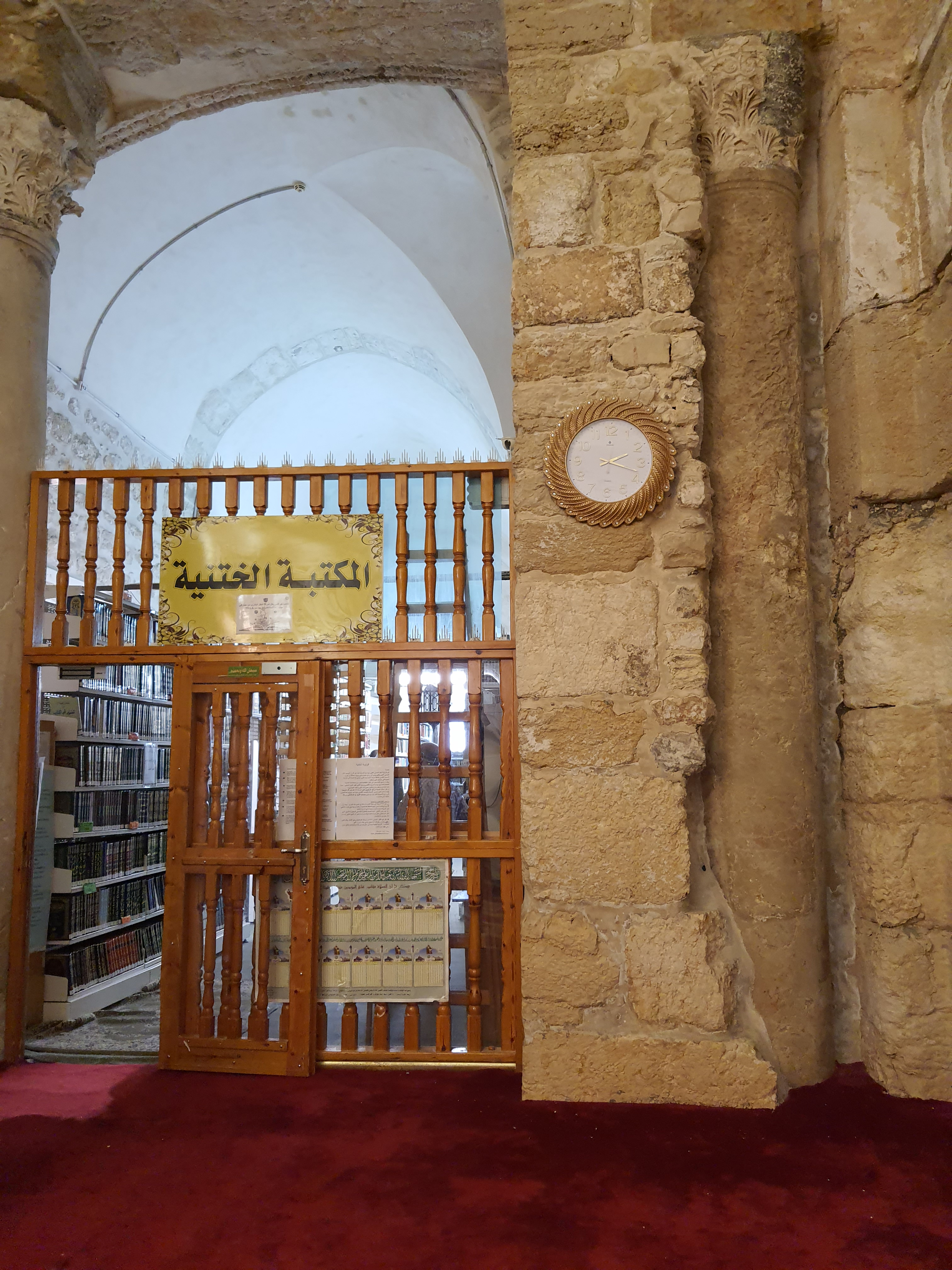
مدخل المكتبة الختنية في المسجد الأقصى

ولا يُستبعد أن يكون البناء الأيوبي قد أقيم على خِرَب قديمة قبله، وقد جرى عليها تعميرات وإضافات لاحقة.وسميت الزاوية بهذا الاسم نسبة إلى الشيخ المعروف بالخُتَني من أهل القرن الثامن والذي سكنها؛ فعُرفت به. وقد وصفها السخاوي ونجم الدين الغزيّ بأنها مدرسة، وقد تولى مشيختها عدد من أكابر العلماء أمثال شهاب الدين بن أرسلان، وبرهان الدين الأنصاري وغيرهما من الأكابر.
وقد أقام بها العلامة جمال الدين القاسمي الدمشقي في رحلته إلى القدس سنة 1903 م. ومما يزيد من مكانتها أنها كانت موطنًا لنسخ عدد من المخطوطات، منها: (الفتح القسي في الفتح القدسي)، (سيرة السّلطان الملك النّاصر صلاح الدّين الأيوبي) للعماد الأصفهاني، وقد نسخها أحمد بن إبراهيم الأنصاري في 9 رمضان 874 ه  ـ.

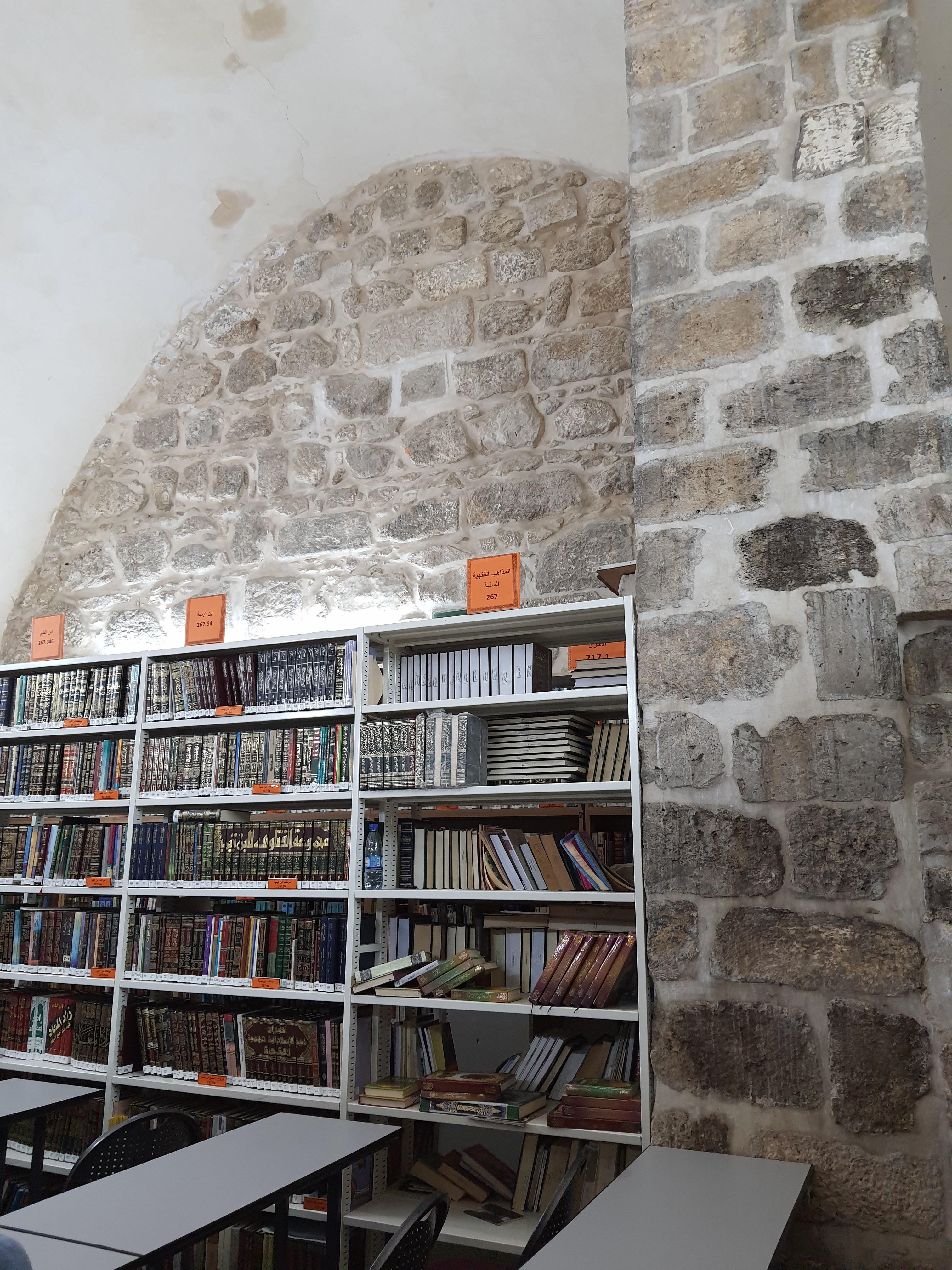
صورة من داخل المكتبة الختنية في المسجد الأقصى

## الترميمات
شهدت المكتبة بعض التّرميمات في عام 1899م، ووضع فيها الكتب والمراجع اللغوية وكل أصناف العلوم على تنوّعها. وتنوّعت هذه الكتب بين العلم والثقافة والمعرفة في شتى ظروفها وما يحتاجه الباحث والقارئ أياً كانت توجّهه واهتماماته.